# Dorothee Günther
Dorothee Günther, född 8 oktober 1896 i Gelsenkirchen, död 18 september 1975 i Köln, var en tysk gymnastik- och danspedagog. Hon introducerade en pedagogik som avsåg att förena de traditioner inom gymnastik, dans och rörelsekonst som brukar betecknas Mensendieck, Laban och Hellerau. 
Hon är mest känd för att tillsammans med kompositören Carl Orff ha grundat Günther-Schule i München.

## Biografi
Dorothee Günther var mångsidigt konstnärligt begåvad. Föräldrarna hade mött hennes konstnärliga intressen med visst missnöje – de hade förhoppningar om att hon skulle arbeta i familjeföretaget. Men hon valde tidigt konsten. 
Hon studerade 1913–1916 bland annat grafik, konsthistoria och anatomi vid Kunstgewerbeschule Dessau. Hon arbetade 1916–1917 som regiassistent vid Staatlichen Schauspielhaus i Hamburg. 
Utbildningen i anatomi och kroki på konstskolan hade uppmärksammat henne på betydelsen av rörelse, dans och gymnastik. Hon studerade därför de system som hade utvecklats av Émile Jaques-Dalcroze, Rudolf von Laban och Bess Mensendieck. Hon studerade också retorik, men även andningsövningar som då var mycket uppmärksammat. 
Hon utbildade sig i Mensendieck-eleven Hedwig Hagemanns skola för kroppskultur och blev färdig gymnastiklärare 1919. Sin försörjning klarade hon därmed fortsättningsvis som gästlärare vid Mensendieck-skolor i Berlin, Breslau, Hamburg och München, där hon bosatte sig 1923. 
Hon inledde där ett mångårigt samarbete med kompositören Carl Orff genom uppsättningarna av Monteverdis opera Orfeo och Tanz der Spröden. 

## Günther Schule München
År 1924 grundade Carl Orff och Dorothee Günther en skola och ett förbund för tillämpad och fri rörelse. Under hösten 1924 påbörjades undervisningen i en trädgårdsbyggnad på Luisenstraße 21 i München. Skolan var ursprungligen endast öppen för kvinnor.
Dorothee Guenther blev snabbt känd som inspirerande lärare och föreläsare och antalet studenter på skolan ökade snabbt. Undervisningen flyttades till en större skolbyggnad i Kaulbachstraße 16. (I denna byggnad finns sedan 1988 Orff-Zentrum München.) 
Hedwig Hagemann hade utvecklat Mensendiecks system mot en rörelsekonst. Dorothee Guenther fortsatte denna integration av gymnastik, dans och musik. Tidens reformrörelse och nya expressionistiska fridansen var grund i en revolt mot konservativ dans- och musikundervisning. 
Skolan hade ett banbrytande, "integrativt", konstnärligt utbildningskoncept. Det omfattade lärarutbildning i gymnastik, dans och musikrytmisk kroppsskolning, samtida konstnärlig fridans men även sång, andning, anatomi, fysiologi, psykologi, pedagogik och olika historiska ämnen. De gymnastiska grundövningarna var kopplade till övningar i noggranna kroppsstudier, teckning och kroki. Undervisningen omfattade också massage och helande gymnastiska övningar. 
Utöver den funktionella och hygieniska kroppsskolningen ansåg Günther att utbildningens övergripande mål var att övervinna ett ”kreativt motstånd”. Ett mått på detta var elevens växande förmåga till spontan rörelse- och musikimprovisation. 
I denna kreativa och fria atmosfär lyckades Carl Orff att skapa Orff-Schulwerk (1930–1935).

## Tanzgruppe Günther
Günther utvecklade ett närmare samarbete med två av sina elever, Gunild Keetman och Maja Lex. År 1930 bildade hon dansgruppen Tanzgruppe Günther utifrån ett teoretiskt perspektiv format av henne själv och Carl Orff. Gunild Keetman komponerade musiken och Maja Lex var koreograf, men dans och musik skulle utvecklas i en samtidig, ömsesidigt beroende, kreativ process. 
År 1947 lämnade Dorothee Günther och Maja Lex Tyskland och flyttade till Rom, där de bodde tillsammans i ett hus som ägdes av en tidigare elev. Maja Lex återvände 1951 till Tyskland för att arbeta som koreograf i Bayreuth. 
Günther drev en skola i Rom. Hon skrev en bok, Der Tanz als Bewegungsphänomen (1962), som sammanfattade hennes syn på dans. Hon hade tidigare publicerat böcker och många artiklar, exempelvis för Brockhaus, och tidskrifter som Die Tat, Gymnastik och Schrifttanz. 
År 1969 blev Dorothee Günther allvarligt sjuk och flyttade från Italien till Köln. Och bodde där hos Maja Lex till sin död 1975. 